# العلاقات الجيبوتية القرغيزستانية
العلاقات الجيبوتية القيرغيزستانية هي العلاقات الثنائية التي تجمع بين جيبوتي وقيرغيزستان.

## مقارنة بين البلدين
هذه مقارنة عامة ومرجعية للدولتين:
| وجه المقارنة                                              | جيبوتي                    | قيرغيزستان                      |
| --------------------------------------------------------- | ------------------------- | ------------------------------- |
| المساحة (كم2)                                             | 23.20 ألف                 | 199.95 ألف                      |
| عدد السكان (نسمة)                                         | 956.99 ألف                | 6.20 مليون                      |
| الكثافة السكانية (ن./كم²)                                 | 41.25                     | 31.01                           |
| العاصمة                                                   | جيبوتي                    | بيشكك                           |
| اللغة الرسمية                                             | لغة فرنسية، اللغة العربية | اللغة الروسية، اللغة القيرغيزية |
| العملة                                                    | فرنك جيبوتي               | سوم قيرغيزستاني                 |
| الناتج المحلي الإجمالي (بليون دولار)                      | 1.84 مليار                | 7.56 مليار                      |
| الناتج المحلي الإجمالي (تعادل القوة الشرائية) بليون دولار | 3.10 مليار                | 20.45 مليار                     |
| الناتج المحلي الإجمالي الاسمي للفرد دولار أمريكي          | 1.95 ألف                  | 1.10 ألف                        |
| الناتج المحلي الإجمالي للفرد دولار أمريكي                 | 3.27 ألف                  |                                 |
| مؤشر التنمية البشرية                                      | 0.470                     | 0.655                           |
| رمز المكالمات الدولي                                      | +253                      | +996                            |
| رمز الإنترنت                                              | .dj                       | .kg                             |
| المنطقة الزمنية                                           | ت ع م+03:00               | ت ع م+06:00                     |

## منظمات دولية مشتركة
يشترك البلدان في عضوية مجموعة من المنظمات الدولية، منها:
| علم المنظمة | اسم المنظمة                                                | تاريخ انضمام جيبوتي | تاريخ انضمام قيرغيزستان |
| ----------- | ---------------------------------------------------------- | ------------------- | ----------------------- |
|             | مؤسسة التنمية الدولية                                      | 1 أكتوبر 1980       | 24 سبتمبر 1992          |
|             | يونسكو                                                     | 31 أغسطس 1989       | 2 يونيو 1992            |
|             | وكالة ضمان الاستثمار متعدد الأطراف                         | 12 يناير 2007       | 21 سبتمبر 1993          |
|             | الأمم المتحدة                                              | 20 سبتمبر 1977      | 2 مارس 1992             |
|             | العملية المشتركة للاتحاد الأفريقي والأمم المتحدة في دارفور | ?                   | ?                       |
|             | الاتحاد البريدي العالمي                                    | ?                   | ?                       |
|             | البنك الدولي للإنشاء والتعمير                              | 1 أكتوبر 1980       | 18 سبتمبر 1992          |
|             | منظمة التعاون الإسلامي                                     | ?                   | ?                       |
|             | منظمة حظر الأسلحة الكيميائية                               | ?                   | ?                       |
|             | الاتحاد الدولي للاتصالات                                   | 22 نوفمبر 1977      | 20 يناير 1994           |
|             | مؤسسة التمويل الدولية                                      | 1 أكتوبر 1980       | 11 فبراير 1993          |
|             | منظمة التجارة العالمية                                     | ?                   | ?                       |
|             | منظمة الشرطة الجنائية الدولية                              | ?                   | ?                       |

## وصلات خارجية
- موقع وزارة الخارجية القيرغيزستانية